# Phytomonas
Fytomonády (Phytomonas) jsou dvouhostitelským rodem trypanasomatid napadajícím rostliny. Poprvé byli zástupci tohoto rodu pozorováni Alexandrem Lafontem na Mauriciu v roce 1909 v latexu pryšce Euphorbia hirta a podle morfologie přiřazeny k rodu Leptomonas. Téhož roku Charles Donovan pozoroval tohoto prvoka ve stejné rostlině v Indii a vytvořil pro tyto parazity samostatný rod Phytomonas.
Vyčlenění rodu Phytomonas pouze na základě morfologie a výskytu u rostlin však nebylo dostatečně odůvodněné, neboť fytomonády sdílejí tyto znaky s některými zástupci rodů Leptomonas, Herpetomonas a Crithidia. Pomocí metod fylogenetiky a molekulární biologie však byly zjištěny znaky unikátní pro monofyletický rod Phytomonas.
Rod Phytomonas je možné členit do tří podskupin podle toho, kde se paraziti vyskytují: ve floému, latexu nebo plodech. Tyto podskupiny se také liší způsobem kultivace, izoenzymy a obsahem kDNA.

## Morfologie
Phytomonas je morfologicky velice diverzifikovaný rod. Nejčastěji se vyskytuje forma promastigot s protáhlým a podélně zkrouceným tělem, o délce cca 10–20 µm a šířce cca 1,5 µm. Poměrně dlouhý bičík se nachází v anteriorní části buňky. Rovněž byli pozorováni jedinci kulovitého tvaru se skrytým bičíkem, připomínající amastigotní stádia (jako např. u rodu Leishmania). 
 

Přehled vývojových forem trypanosomatid

Buněčná stavba je charakteristická pro trypanosomatidy a je podobná stavbě zástupců rodů Leptomonas nebo Leishmania. Jsou přítomny glykozomy, kinetoplast obsahující kDNA a specifické mikrotubulární struktury. Jedním z komponentů cytoplazmatické membrány je metaloproteáza GP63, která je vysoce konzervovaná i u jiných trypanosomatid.

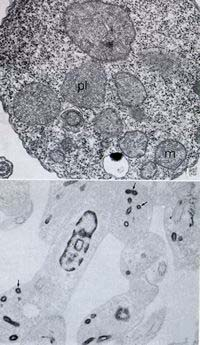
Glykozom

Nicméně je velká rozmanitost v buněčné stavbě jednotlivých druhů fytomonád. Například u P. françai jsou cisterny endoplazmatického retikula uspořádány paralelně podél hlavní osy buňky, zatímco v cytoplazmě P. staheli a P. serpens byly objeveny virové částice.

## Metabolismus
Sekvenování genomů kmenů fytomonád označených jako HART1 a EM1 prokázala přítomnost genů kódujících enzymy vhodné pro parazitismus v rostlinném prostředí. Jsou to například amylázy, které štěpí polysacharidy. Přítomnost alfa-trehalóza-fosfatázy naznačuje, že fytomonády jsou schopny využívat i zásoby trehalózy. Genom fytomonád parazitujících ve floemu kóduje invertázy degradující sacharózu, což je jejich společným znakem.
Předpokládá se, že v průběhu evoluce, po oddělení fytomonád od bazální linie, zanikly cytochrom b, podjednotky cytochrom c oxidázy CO-I, CO-II a CO-III a redukovaly se některé funkce mitochondrie. Důvodem je, že potravu získávají fytomonády z rostlin bohatých na cukry a není potřeba využívat aminokyseliny ani lipidy jako zdroj energie. Jedinou metabolickou drahou, pomocí níž zástupci rodu Phytomonas syntetizují ATP, je anaerobní glykolýza. Kromě toho mají plnou sadu glykolytických enzymů; většina z nichž se nachází v početných glykozomech. Na zinku závislá alkoholdehydrogenáza a malátglykogenáza implikují schopnost kvašení a produkce laktátu. P. serpens dokonce dokáže být životaschopná bez hemu.
U Phytomonas se vyskytují pro tento rod specifické kinázy, které mohou hrát roli při infekcí. Sekrece jednotlivých látek během infekce hostitele není sice prozkoumána, ale po sekvenování genomů byly objeveny geny kódující proteázy aj.

## Životní cyklus
Po objevu Phytomonas bylo zjištěno, že vektorem (tedy přenašečem mezi rostlinami) mohou být ploštice, např. druh Nysius euphorbiae, který se živí na některých zástupcích rostlin rodu pryšec (Euphorbia). Později bylo pozorováno více případů, kdy se tato trypanosomatida šířila a infikovala zdravé rostliny pomocí různých dalších druhů ploštic, například Dicranocephalus agilis a Dieuches humilis. Paraziti se nejčastěji nacházejí v slinných žlázách ploštic, kam se pravděpodobně dostávají z trávicí soustavy. Např. přenos nákazy prostřednictvím ploštic čeledi Pentatomidae (rod Lincus) byl experimentálně prokázán u kokosovníku.

Zástupci rodu Phytomonas mají buď dvouhostitelský, nebo jednohostitelský cyklus, v němž jsou definitivními hostiteli hmyz a mezihostitelem rostliny, případně pouze jeden z nich – hmyz. Monoxenní je například P. nordicus, který se vyskytuje v slinných žlázách ploštice kněžice zrnité (Trolius luridus) a žádného rostlinného hostitele nemá.

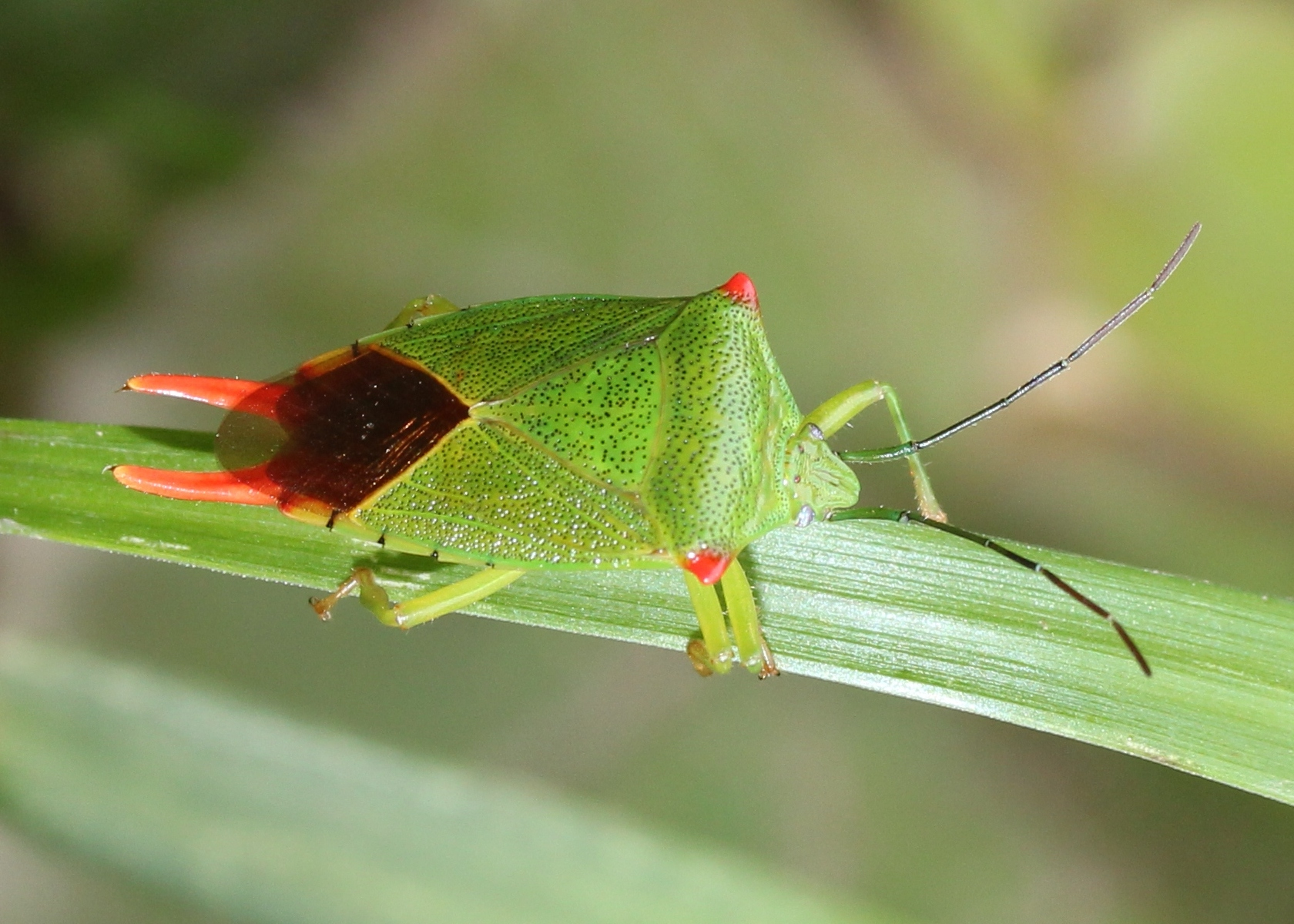
Ploštice, přenašeč a hostitel fytomononád

Forma promastigot u fytomonád je ta, u níž dojde k rozmnožování podélným dělením. Po rozdělení anteriorní části buňky dochází ke vzniku nového bičíku. Současně vznikají v cytoplazmě dvě jádra, která budou patřit dceřiným buňkám, a pokračuje dělení podle delší osy. U některých druhů byla pozorována bezbičíkatá forma amastigot a intermediální formy; nicméně není jisté, zda jsou adaptací vůči změnám prostředí, nebo různými stadii životního cyklu.
Vztah a vzájemné interakce mezi hostiteli a parazity na molekulární úrovni nejsou dobře prozkoumány, recentní výzkum však ukazuje, že např. druh P. serpens je schopen produkce auxinu, čímž může ovlivnit hormonální signalizaci rostliny.

## Vliv na hostitele – patogenita
S infekcí fytomonád bylo spojováno několik rostlinných chorob, které mají hospodářský význam. Např. P. françai byl pozorován v latexu manioku Manihot palmata, který má jedlé kořenové hlízy a pěstuje se v řadě tropických oblastí světa. Jako první nalezl toho prvoka Henrique B. Aragão, avšak žádné patologické projevy ve svých studiích neuvedl. Později, v roce 1979, se tento prvok objevil na několika plantážích na jihovýchodě Brazílie a způsobil velké hospodářské ztráty. Nakažené rostliny měly atrofované kořenové hlízy a zvadlé listy, jak popsali Silveira a Pereira. 

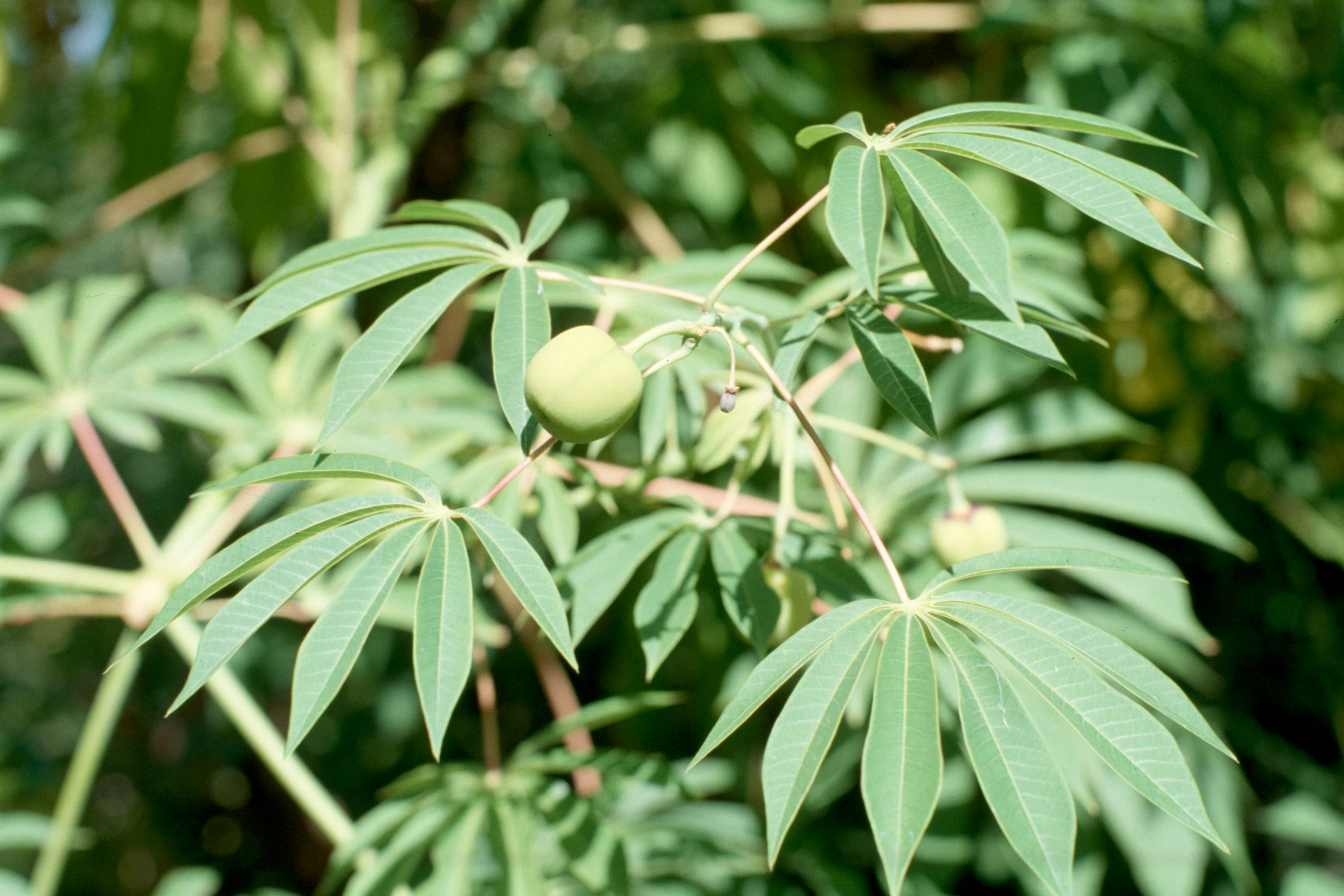
Manihot palmata, rostlinný hostitel Phytomona françai

Nekrózu ve floému kávovníku způsobuje druh P. leptovasorum. První nálezy byly na plantážích v Surinamu v roce 1906, když došlo k epifytii u kávovníku liberijského (Coffea liberica).  Touto nemocí se od roku 1916 až do 30. let zabýval Gerold Stahel, který nakonec nalezl v sítkovicích nakažených rostlin bičíkatého prvoka. Další epifytie nastala v 60. letech a dobře ji prozkoumali Emdem a Vermeulen, kteří potvrdili Stahelovy poznatky. Nemoc se objevila i v Brazílii, jednom z nejvýznamnějších vývozců kávy v té době, ale příliš se nerozšířila.
P. staheli byl pozorován v sítkovicích protofloému a metafloému kokosovníku ořechoplodého (Cocos nucifera), u něhož způsobuje hnědnutí listů a hnilobu plodů. Podle Drosta bylo mezi roky 1917 a 1933 v Surinamu nakaženo cca 25 000 až 60 000 stromů, které buď uhynuly, nebo byly pokáceny kvůli infekci. Také byla infekce tímto parazitem nahlášena v Kolumbii, Peru, Ekvádoru a dalších zemích Jižní Ameriky.
Jediné dva druhy parazitující v plodech jsou P. serpens a P. mcgheei. Byly nalezeny jak v dužnatých (rajče, morušovník, vinná réva), tak i v suchých (fazole, sója, kukuřice) plodech, jejich patogenita a hospodářský význam však dosud (2020) nebyly jednoznačně prokázány a popsány.

## Významní zástupci
Phytomonas françai, trypanosomatid parazitující v latexu manioku, způsobuje nemoc zvanou chochamento de raizes. Charakteristické je poškození kořenových hlíz a chloróza listů. Vyskytuje se především v Americe. 

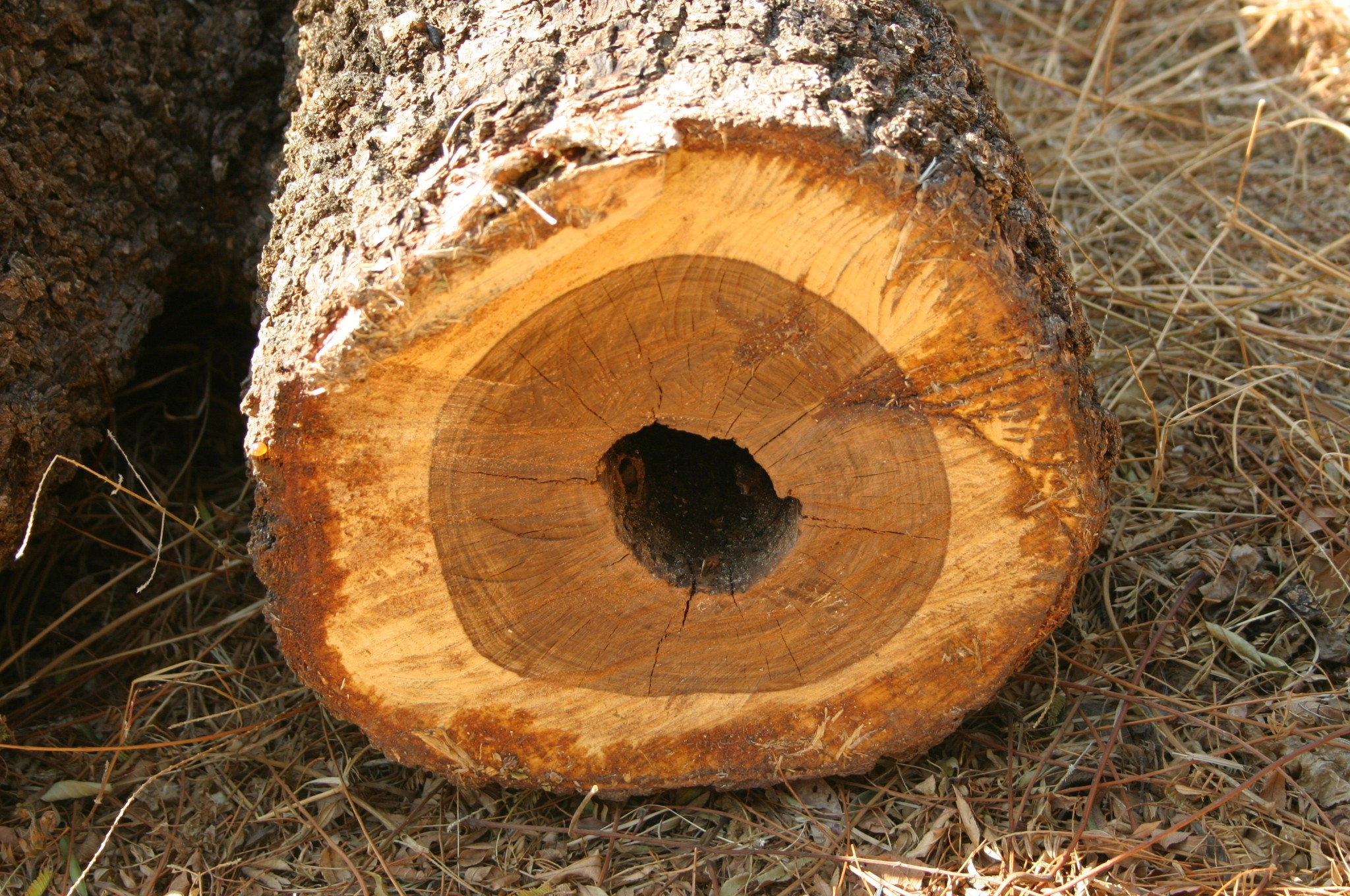
Hartrot u nakaženého stromu; Phytomonas staheli vyvolává podobné symptomy

Phytomonas serpens, parazit plodů rajčete. Vyskytuje se v Africe, Severní a Jižní Americe.
Phytomonas leptovasorum – vyskytuje se u kávovníku liberijského (Coffea liberica) a kávovníku arabského (C. arabica) a vyvolává nekrózu floému. Infekce může být buď akutní, trvající do dvou měsíců, nebo chronická. Poprvé byl tento druh objeven v Surinamu.
Phytomonas staheli – způsobuje akutní nemoci hartrot a marchitez u kokosovníku.
Phytomonas oxycareni – druh objevený v roce 2015 ve slinných žlázách ploštice blánatky lipové (Oxycarenus lavaterae), u níž způsobuje perzistentní infekci. 
Rostlinný hostitel je dosud neznámý, protože izolace parazita z pletiv není snadná. Jedná se o zatím (2020) jediný druh fytomonád zjištěný na území České republiky.
Phytomonas nordicus – parazituje v ploštici kněžici zrnité (Troilus luridus). Na rozdíl od ostatních zástupců rodu je monoxenní.